# Looking High, High, High
A Looking High, High, High (magyarul: Nézni fel, fel, fel) egy dal, amely az Egyesült Királyságot képviselte az 1960-as Eurovíziós Dalfesztiválon. A dalt Bryan Johnson adta elő angol nyelven.

## Az Eurovíziós Dalfesztivál
A dalt a brit nemzeti döntőn választották ki.
A dalt a márciusban megrendezett dalversenyen fellépési sorrendben elsőként adták elő. A dal a szavazás során 25 pontot szerzett, vagyis a második helyezett lett a francia Jacquleine Boyer Tom Pillibi című dala mögött.
A következő brit fellépő a The Allisons duó volt Are You Sure? című dalával, akik Johnsonhoz hasonlóan szintén második helyezettek lettek.